# 王昕 (1945年)
王昕（1945年5月—），女，山西沁县人，中华人民共和国政治人物。

## 生平
1968年参加工作，1991年任太原市人民政府副市长，1993年任中共太原市委常委、太原市副市长，1994年任山西省对外贸易经济合作厅厅长、党组书记，1996年任山西省人民政府副省长、党组成员。2005年12月至2006年1月任山西省人大常委会党组成员，2006年1月任山西省人大常委会副主任、党组成员。